# Ренді Севідж
«Мачо» Ренді Севідж (англ. "Macho Man" Randy Savage); Реальне ім'я Рендалл Маріо Поффо (англ. Randall Mario Poffo; 15 листопада 1952,  Колумбус — 20 травня 2011,  Семіноле, Флорида) — американський професійний реслер, найбільш відомим за своїми виступами в федераціях WWE і WCW. Також він деякий час працював в TNA. Протягом своєї професійної кар'єри Севідж десять разів ставав чемпіоном світу у важкій вазі: двічі в WWF, чотири рази в WCW, тричі в ICW і один раз в USWA. Також він одного разу здобув перемогу в WWF(Е), завоювавши титул Інтерконтинентального Чемпіона.
Ренді став переможцем матчу WWF(Е) «Король Рингу» (King of the Ring) 1987-го року, а в 1995 -му виграв «Третю Світову Війну» (World War 3), організовану WCW. За часів його виступів в WWF(Е) і WCW роботу менеджера виконувала його дружина — Елізабет Енн Хьюлітт (Elizabeth Ann Hulette), більш відома на рингу як Міс Елізабет (Miss Elizabeth).
У 2003 році записав музичний альбом «Be a Man».

## Біографія
Ренді Маріо Поффо (Randy Mario Poffo) народився в  Колумбусі, штат  Огайо (Columbus, Ohio), і був старшим сином у родині Джуді і Анджело Поффо. Батько Ренді був італійським американцем, а мати єврейкою за національністю. У 50-х і 60-х роках XX-го століття Анджело був відомим реслером і одного разу навіть потрапив од Шоу Ріплі «Віриш чи ні!»(Ripley's Believe It or Not!) завдяки величезній витривалості — він міг присідати кілька годин поспіль.
У 18 років Ренді почав грати за малу бейсбольну лігу, але одного разу під час невдалого кидка сильно пошкодив праве плече, і йому довелося навчитися кидати м'яч лівою рукою. Останній сезон Ренді як гравця відбувся в 1974 році; він тоді грав за команду «Tampa Tarpons». Всього ж він зіграв в 289 іграх в чотирьох сезонах.
Реслінгом Поффо зацікавився в 1973 році, під час бейсбольного міжсезоння. Його перший гіммік на рингу відповідав Людині — павуку, і ім'я теж було відповідним — «Павук» («The Spider»).
У червні 1985-го Севідж підписав контракт зі Світовою Федерацією реслінгу (WWF) Вінса МакМахона (Vince McMahon), де однією з перших його появ на рингу була «Ніч Титанів» («Night Titans»), що проходила по вівторках.
Севідж встиг попрацювати і на акторському терені, як і багато хто з його колег-реслерів. Так, в 2002 році він виконав невелику роль у фільмі «Людина — Павук» («Spider — Man»), з'явився в картині «До бою готові»(«Ready to Rumble») і озвучив персонажа в диснеївському анімаційному фільмі «Вольт» («Bolt»).
7 жовтня 2003 року Мачо Мен записав реп-альбом під назвою «Be a Man» і збирався продовжити музичну кар'єру, проте, більше ніяких альбомів випущено не було.
Трагедія сталася 20 травня 2011 року, коли у Севіджа прямо за кермом власного автомобіля стався серцевий напад і, втративши управління, машина з'їхала з дороги і врізалася в дерево. Його дружина Лінн, з якої вони нещодавно відзначили річницю весілля, також перебувала в машині, але вона відбулася лише невеликими синцями. Приїхала швидка доставила Ренді в найближчу лікарню, де він помер від отриманих травм. Йому було 58 років.